# 兜潟弥吉
兜潟 弥吉（かぶとがた やきち、1824年 - 1882年2月2日）は大相撲の力士。最高位は横綱（五条家免許）。本名・畑 弥吉、旧姓・林。

## 経歴
京都伏見の生まれ。父は大垣藩主戸田氏の側近である林久吉。のちに、母方の姓である畑姓であるを名乗る。幼い頃から伏見にある母方の実家で相撲に親しんだ。
その後、京都相撲の初代錣形岩右衛門に弟子入りし、師の没後には2代目錣形岩右衛門に弟子入りした。また、孝明天皇の身辺警護を務め、御前にてあぐらを勅許された話が伝わっている。
1868年、明治天皇の大坂行幸の際に錦旗奉持を務めた。1871年には、五条家より横綱を免許され、祇園北林にて横綱土俵入りを行い、京都相撲の横綱二号となった。1872年に引退し、1873年に頭取となった。1882年に58歳で没。墓は善想寺にある。